# Konnefeld
Konnefeld ist ein Ortsteil der Gemeinde Morschen im nordhessischen Schwalm-Eder-Kreis.

## Geographie
Konnefeld liegt im Osten des Kreisgebietes an den Ausläufern des Knüllgebirges am Südwestufer der Fulda.

## Geschichte

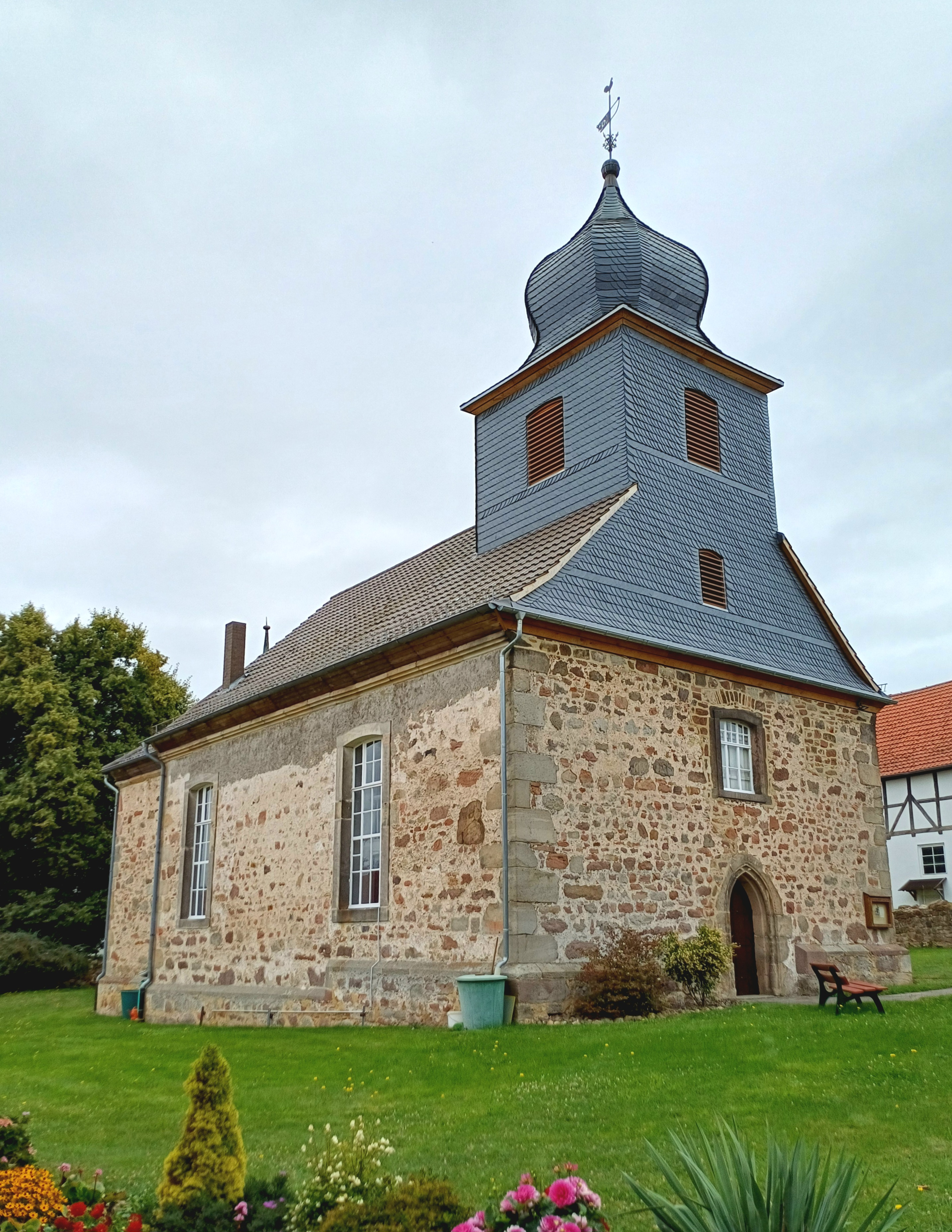
Evangelische Kirche in Konnefeld

Die älteste bekannte schriftliche Erwähnung von Konnefeld erfolgte im Jahr 1195 unter dem Namen Cunnefelt.
Weitere Erwähnungen erfolgten unter den Ortsnamen (in Klammern das Jahr der Erwähnung):
Connevelt (1220); Cunnenvelt (1238), superior et inferior Cunnevelt (1267); Kunfelt (1388), Niederkunfeld (1425) und Connefeld in der [Niveaukarte Kurfürstentum Hessen 1840–1861].
Die Gemeinde Morschen wurde im Zuge der Gebietsreform in Hessen am 1. Januar 1974 kraft Landesgesetz durch den Zusammenschluss der bis dahin eigenständigen Gemeinden Altmorschen, Heina, Konnefeld und Neumorschen gebildet. Zuvor waren bereits die Gemeinden Binsförth (am 1. April 1972), Eubach (am 1. Juli 1971) und Wichte (am 31. Dezember 1971) in die Gemeinde Altmorschen eingemeindet worden. Altenmorschen wurde Sitz der Gemeindeverwaltung. Gleichzeitig mit dem Zusammenschluss zur Gemeinde Morschen wechselte diese in den neu gebildeten Schwalm-Eder-Kreis.
Für alle ehemaligen Gemeinden von Morschen wurden Ortsbezirke mit Ortsbeirat und Ortsvorsteher nach der Hessischen Gemeindeordnung gebildet.

## Bevölkerung
Einwohnerstruktur 2011
Nach den Erhebungen des Zensus 2011 lebten am Stichtag, dem 9. Mai 2011, in Konnefeld 375 Einwohner. Darunter waren 6 (1,6 %) Ausländer.
Nach dem Lebensalter waren 66 Einwohner unter 18 Jahren, 150 zwischen 18 und 49, 87 zwischen 36 und 64 und 69 Einwohner waren älter. Die Einwohner lebten in 153 Haushalten. Davon waren 42 Singlehaushalte, 30 Paare ohne Kinder und 60 Paare mit Kindern, sowie 15 Alleinerziehende und 3 Wohngemeinschaften. In 24 Haushalten lebten ausschließlich Senioren und in 99 Haushaltungen lebten keine Senioren.
Einwohnerentwicklung
| • 1585: | 57 Haushaltungen |
| • 1747: | 56 Haushalte     |

| Konnefeld: Einwohnerzahlen von 1834 bis 2014 | Konnefeld: Einwohnerzahlen von 1834 bis 2014 | Konnefeld: Einwohnerzahlen von 1834 bis 2014 | Konnefeld: Einwohnerzahlen von 1834 bis 2014 | Konnefeld: Einwohnerzahlen von 1834 bis 2014 |
| --- | -------------------------------------------- | -------------------------------------------- | -------------------------------------------- | -------------------------------------------- |
| Jahr |                                              |                                              |                                              | Einwohner                                    |
| 1834 | 1834                                         |                                              | 457                                          | 457                                          |
| 1840 | 1840                                         |                                              | 460                                          | 460                                          |
| 1846 | 1846                                         |                                              | 503                                          | 503                                          |
| 1852 | 1852                                         |                                              | 523                                          | 523                                          |
| 1858 | 1858                                         |                                              | 462                                          | 462                                          |
| 1864 | 1864                                         |                                              | 453                                          | 453                                          |
| 1871 | 1871                                         |                                              | 380                                          | 380                                          |
| 1875 | 1875                                         |                                              | 369                                          | 369                                          |
| 1885 | 1885                                         |                                              | 353                                          | 353                                          |
| 1895 | 1895                                         |                                              | 375                                          | 375                                          |
| 1905 | 1905                                         |                                              | 353                                          | 353                                          |
| 1910 | 1910                                         |                                              | 375                                          | 375                                          |
| 1925 | 1925                                         |                                              | 374                                          | 374                                          |
| 1939 | 1939                                         |                                              | 386                                          | 386                                          |
| 1946 | 1946                                         |                                              | 537                                          | 537                                          |
| 1950 | 1950                                         |                                              | 514                                          | 514                                          |
| 1956 | 1956                                         |                                              | 442                                          | 442                                          |
| 1961 | 1961                                         |                                              | 422                                          | 422                                          |
| 1967 | 1967                                         |                                              | 421                                          | 421                                          |
| 1970 | 1970                                         |                                              | 452                                          | 452                                          |
| 1980 | 1980                                         |                                              | ?                                            | ?                                            |
| 1990 | 1990                                         |                                              | ?                                            | ?                                            |
| 2000 | 2000                                         |                                              | ?                                            | ?                                            |
| 2011 | 2011                                         |                                              | 375                                          | 375                                          |
| 2014 | 2014                                         |                                              | 370                                          | 370                                          |
| Datenquelle: Historisches Gemeindeverzeichnis für Hessen: Die Bevölkerung der Gemeinden 1834 bis 1967. Wiesbaden: Hessisches Statistisches Landesamt, 1968. Weitere Quellen: ; Gemeinde Morschen:; Zensus 2011 |                                              |                                              |                                              |                                              |

 Historische Religionszugehörigkeit
| • 1885: | 353 evangelische (= 100 %) Einwohner                              |
| • 1961: | 412 evangelische (= 97,63 %), 10 katholische (= 2,37 %) Einwohner |

## Politik
Für Konnefeld besteht ein Ortsbezirk (Gebiete der ehemaligen Gemeinde Konnefeld) mit Ortsbeirat und Ortsvorsteher nach der Hessischen Gemeindeordnung.
Der Ortsbeirat besteht aus fünf Mitgliedern. Bei den Kommunalwahlen in Hessen 2021 betrug die Wahlbeteiligung zum Ortsbeirat 62,59 %. Alle Kandidaten gehörten der „Gemeinschaftsliste Konnefeld“ an. Der Ortsbeirat wählte Friedhelm Holl zum Ortsvorsteher.